# Helene Amalie Krupp
Helene Amalie Krupp (10 de julio de 1732- 9 de mayo de 1810) puede ser considerada como cofundadora del imperio Krupp, que aún hoy sobrevive como ThyssenKrupp AG. Tras la muerte de su marido Friedrich Jodocus Krupp (1706-1757), del que había heredado una tienda de ultramarinos, se convirtió en una mujer de negocios de éxito y aumentó su patrimonio mediante una combinación de empresas comerciales y de producción. Esto sirvió más adelante a su nieto Friedrich Krupp (1787-1826) para construir su primera acería.
El pozo minero Helene-Amalie en Essen-Altendorf lleva su nombre.